# André Apaid
André Apaid, Jr. (* 1952 in New York) ist ein haitianischer Geschäftsmann, der Anführer der oppositionellen Groupe des 184 war. Diese hatte im Jahr 2004 in Zusammenarbeit mit den Vereinigten Staaten entscheidenden Anteil an der Vertreibung des gewählten Präsidenten Jean-Bertrand Aristide aus dem Amt. Apaid leitete in zweiter Generation die Gruppe Alpha Industries, die mit sechs Betriebsstätten und rund 8.000 Beschäftigten einer der größten Arbeitgeber Haitis im produzierenden Gewerbe ist. Er ist Mitglied der Initiative de la Société Civile und der Fondation Nouvelle Haiti.

## Leben
Sein aus dem Libanon stammender Vater André Apaid Sr., der als Verehrer des damaligen haitianischen Diktators Jean-Claude Duvalier (Papa Doc) galt, gründete im Jahr 1957 in Port-au-Prince mehrere Nähereien, die in Lohnfertigung Freizeitbekleidung und Wäsche für amerikanische und kanadische Marken herstellten. Die Familie übersiedelte Anfang der 1970er Jahre nach Port-au-Prince und Apaid Jr. reiste 1976 mit seinem amerikanischen Pass und einem Besuchervisum ein. Er konnte die haitianische Staatsbürgerschaft nicht rechtmäßig erwerben, da die Verfassung des Landes die doppelte Staatsbürgerschaft nicht zuließ.
Die von der Familie in Port-au-Prince aufgebauten Unternehmen umfassen die Fertigung von Spielzeug, Militärausrüstung und gewerblichen Elektronikprodukten. Der Schwerpunkt liegt bei der Herstellung von gewebter und gestrickter Kleidung, wobei Vorprodukte wie Stoffe aus Asien eingeführt und die fertigen Produkte nach Nordamerika ausgeführt werden. Nachdem sich Apaid in den 2010er Jahren aus der Unternehmensleitung zurückgezogen hat, ist seine Tochter Elisabeth Präsidentin, seine Frau Nina Vizepräsidentin (Einkauf und Personal), seine Tochter Sandy Chief Financial Officer und sein Sohn Michel Andre Chief Operating Officer (technischer Direktor). Sechs Betriebsstätten haben eine Gesamtfläche von über 45.000 Quadratmetern und eigene Verpackungs- und Logistikkapazitäten.
Apaids Bruder Claude leitet ein Unternehmen der Computerbranche, die zu dem Firmenkonglomerat der Familie gehört. Der Firma gelang es, von der Regierung den Auftrag für die Beschaffung elektronischer Wahlmaschinen zur Erfassung der Stimmabgabe bei Wahlen zu erhalten, obwohl die Elektrizitätsversorgung in weiten Teilen des Landes nicht gesichert ist.
Im Jahr 1991 verdoppelte Präsident Aristide den Mindestlohn in Haiti, was für die lohnkostenintensive Fertigung in den Betrieben der Alpha Industries erhebliche wirtschaftliche Auswirkungen hatte. Er unterhielt Verbindungen zu Thomas „Labanye“ Robinson, einem gewalttätigen Bandenführer in der Cité Soleil, über den das Center for the Study of Human Rights festgestellt hat, dass er Anhänger der Partei von Aristide tötete.

## Politisches Engagement
Apaid hatte sich bereits in der ersten Amtszeit von Aristide gegen ihn gewandt. Er musste Anfang der 1990er Jahre die Rache der berüchtigten Chimères fürchten.
Er gründete im Jahr 2003 die Groupe des 184 und führte dieses Bündnis, das mit dem Anspruch einer legitimen politischen Organisation auftrat, dem jedoch auch die Anstiftung zur Gewalt vorgeworfen wurde. Die Vorwürfe wurden durch die Abgeordnete Maxine Waters im amerikanischen Kongress untermauert.
Umgekehrt wurde die „Karawane der Hoffnung“, die der Bevölkerung den Gedanken des von der Groupe des 184 beabsichtigten „Sozialvertrags“ nahe bringen wollte, in der Cité Soleil gewaltsam gestoppt und bedrängt.
Apaids Einsatz führte zur Absetzung Aristides, der Entsendung von amerikanischen Marineinfanteristen zur Stabilisierung des Landes und schließlich zur Übernahme dieser Aufgabe durch die Stabilisierungsmission der UNO (MINUSTAH), die 17 Jahre lang im Lande blieb. Das amerikanische Gesetz „HOPE Act“ aus dem Jahr 2006 regelte, dass in Haiti hergestellte Kleidungsstücke zollfrei in die Vereinigten Staaten eingeführt werden konnten. Der Zusammenhang zu den Geschäften von Apaids Familienfirma wurde kritisch diskutiert.